# Citokróm c-oxidáz, I. alegység

Az MT-CO1 gén helye a humán mitokondriális genomban. Az MT-CO1 a három citokróm-c-oxidáz-alegység mitokondriális génjeinek egyike (narancssárgával).

A citokróm c-oxidáz I. alegysége (COX1), más néven mitokondriálisan kódolt citokróm c-oxidáz I (MT-CO1) az MT-CO1 gén által kódolt fehérje. A gént nevezik COX1-nek, CO1-nek vagy COI-nak. A citokróm c-oxidáz I a citokróm c-oxidáz fő része. Az MT-CO1 mutációi összefüggésben vannak az örökölt Leber-látóideg-neuropátiával (LHON), a szerzett idiopátiás szideroblasztos anémiával, a IV. komplex hiányával, a colorectalis rákkal, a sensorineuralis siketséggel és az ismétlődő mioglobinuriával.

## Szerkezet
A humán MT-CO1 gén az 5904–7444. nukleotidpár közt van az mtDNS guaninban gazdag H szakaszban. A gén terméke 513 aminosavas, 57 kDa-os fehérje.

## Funkció
A citokróm c-oxidáz I. alegysége egyike a IV. komplex mtDNS által kódolt 3 alegységének (MT-CO1, MT-CO2, MT-CO3). A IV. komplex a a mitokondriális oxidatív foszforiláció elektrontranszportláncának 3., utolsó enzime.
A citokróm c-oxidáz (EC 1.9.3.1) fontos enzim az aerob anyagcserében. A protonpumpa hem-réz oxidázok a légzési folyamat utolsó, energiaátvivő enzimjei. A CuB-hem a3 (vagy hem o) kétmagvú központ, mely a citokróm c- és ubikinoloxidázok (EC 1.10.3.10) legnagyobb, I. alegységével vannak kapcsolatban, közvetlenül kapcsolatban vannak az oxigénredukcióval és a protonátvitellel. Egyes terminális oxidázok transzmembrán protongradienst hoznak létre a plazma (prokarióták) vagy a mitokondrium (eukarióták) membránja közt.
Az enzim 3-4 alegységtől (prokarióták) 13 polipeptidig (emlősök) is terjedhet, melyből csak a katalitikus egység (az emlősalegység I (COI) megfelelője) található minden hem-réz légzési oxidázban. A nagy spinű hemből és rézből álló kétfémes központ, valamint az alacsony spinű hem jelenléte, melyek mindegyike 6 hisztidinhez kapcsolódik a 4 transzmembrán részhez, mindenhol jelen van. Az eukariótákkal szemben a prokarióták légzési ciklusa több terminális oxidázhoz kapcsolódik. Az enzimkomplexek hem-, réztartalma, szubsztráttípusa és -affinitása eltér. A különböző légzési oxidázok eltérő összetétele lehetővé teszi a légzés számos körülménytől függő beállítását.
Az eubakteriális kinoloxidáz a Gram-pozitív baktériumok citokróm c-oxidázából származik, és az archea-kinoloxidáz ettől független eredetű. Sok bizonyíték szól amellett, hogy a Pseudomonadota a Gram-pozitív baktériumoktól szerezte horizontális géntraszferrel a kinoloxidázt.
Hasonló nitrogén-monoxid-reduktáz (EC 1.7.99.7) található a denitrifikáló archeákban és baktériumokban, ez a citokróm b és c heterodimerje. A fenazin-metoszulfát akceptorként működhet. Feltehetően a citokróm c-oxidáz alegységei a nitrogént és oxigént is redukálni képes nitrogén-monoxid-reduktáz-alegységekből fejlődtek ki.

## Klinikai jelentősége
A gén mutációi összefüggésben vannak a Leber-féle örökölt látóideg-neuropátiával (LHON), a szerzett idiopátiás szideroblasztos anémiával, a IV. komplex-hiánnyal, a colorectalis rákkal, a sensorineuralis siketséggel és az ismétlődő mioglobinuriával.

### Leber-féle örökölt látóideg-neuropátia (LHON)
Az MT-CO1-mutációkkal összefüggő LHON jellemzője a látóideg diszfunkciója, mely szubakut vagy akut központi látásvesztést okoz. Egyes esetekben ez neurológiai vagy szívbetegséggel is járhat. Mivel mitokondriális DNS-mutáció a betegség oka, anyai öröklődést mutat.

### Szerzett idiopátiás szideroblasztos anémia
Az MT-CO1 közrejátszhat a szerzett idiopátiás szideroblasztos anémiában. Az mtDNS-mutációk légzésiciklus-diszfunkciót okozhatnak, a vas(III) vas(II)-vé való redukcióját akadályozva, mely a hem mitokondriális szintéziséhez kell. Így vas(III) gyűlik a mitokondriumokban elégtelen hemtermelés mellett.

### IV. mitokondriális komplex-hiány (MT-C4D)
A gén mutációi a IV. mitokondriális komplex hiányát okozhatják, mely a mitokondriális légzési ciklus betegsége, mely számos klinikai következménnyel járhat, izolált miopátiától súlyos, sokszervi betegségig. Tünetei lehetnek májdiszfunkció, hepatomegália, hipotónia, izomgyengeség, edzésintolerancia, késői motoros fejlődés, értelmi fogyatékosság, késői fejlődés és hipertrófiás kardiomiopátia. Egyes esetekben ez utóbbi neonatálisan halálos betegséggel jár. Más betegek esetén Leigh-szindróma alakulhat ki.

### Colorectalis rák (CRC)
Az MT-CO1-mutációk szerepet játszanak a colorectalis rákban, mely malignus léziókkal jelentkezik a vastag- és a végbélben. Számos ilyen genetikai változás összefügg az adenómák vagy a premalignus léziók adenokarcinómává válásában. A hosszú fekélyes colitis, vastagbélpolipok és a családban korábban előforduló carcinomák a colorectalis rák kockázati tényezői.

### Ismétlődő mitokondriális mioglobinuria (RM-MT)
Az RM-MT ismétlődő rabdomiolízist okozó betegség, mely izomfájdalmat, -gyengeséget, edzésintoleranciát, az oxidatív foszforilációra való alacsony izomkapacitást és vizeletben való mioglobinexkréciót okoz. A mitokondriális miopátiával van összefüggésben. A G5920A és a heteroplazmatikus G6708A nonszensz mutáció összefügg a COX-hiánnyal és az RM-MT-vel.

### Sensorineuralis mitokondriális siketség (DFNM)
A DFNM anyai ágon öröklődő tünetmentessiketség-fajta. Az érintettekre a fokozatos sensorineuralis hallásvesztés jellemző magas frekvenciák esetén. Az A1555G mutáció kapcsolódik e betegséghez.

## Alcsaládok
- A citokróm c-oxidáz cbb3 típusú I. alegysége InterPro: IPR004677
- A citokróm o ubikinol-oxidáz I. alegysége InterPro: IPR014207
- A citokróm aa3 kinol oxidáz I. alegysége InterPro: IPR014233
- A citokróm c-oxidáz bakteriális I. alegysége InterPro: IPR014241

## A DNS-azonosításban
Az MT-CO1 a DNS-azonosításban állatfajok azonosítására gyakran használt gén. Ez megfelel erre, mivel mutációs gyakorisága elég nagy a közeli rokon fajok megkülönböztetésére, és mert az azonos fajú élőlényekben nagyrészt azonos a szekvenciája. Szemben a szkeptikusok leggyakoribb kételyeivel, melyek szerint az MT-CO1 különbségei túl kicsik a rokon fajok megkülönböztetésére, a rokon állatfajok közt több mint 2%-os eltérés mutatható ki, így az azonosítás a legtöbb állat esetén hatékony. Azonban a legtöbb növényben az MT-CO1 fejlődése nagyon lassú. Javasolták továbbá az MT-CO1 használatát talajban élő gombák azonosítására az ITS (a mikológiai azonosításra legtöbbet használt gén) helyett.

## Az MT-COI (= CCOI) a bélmirigyekben

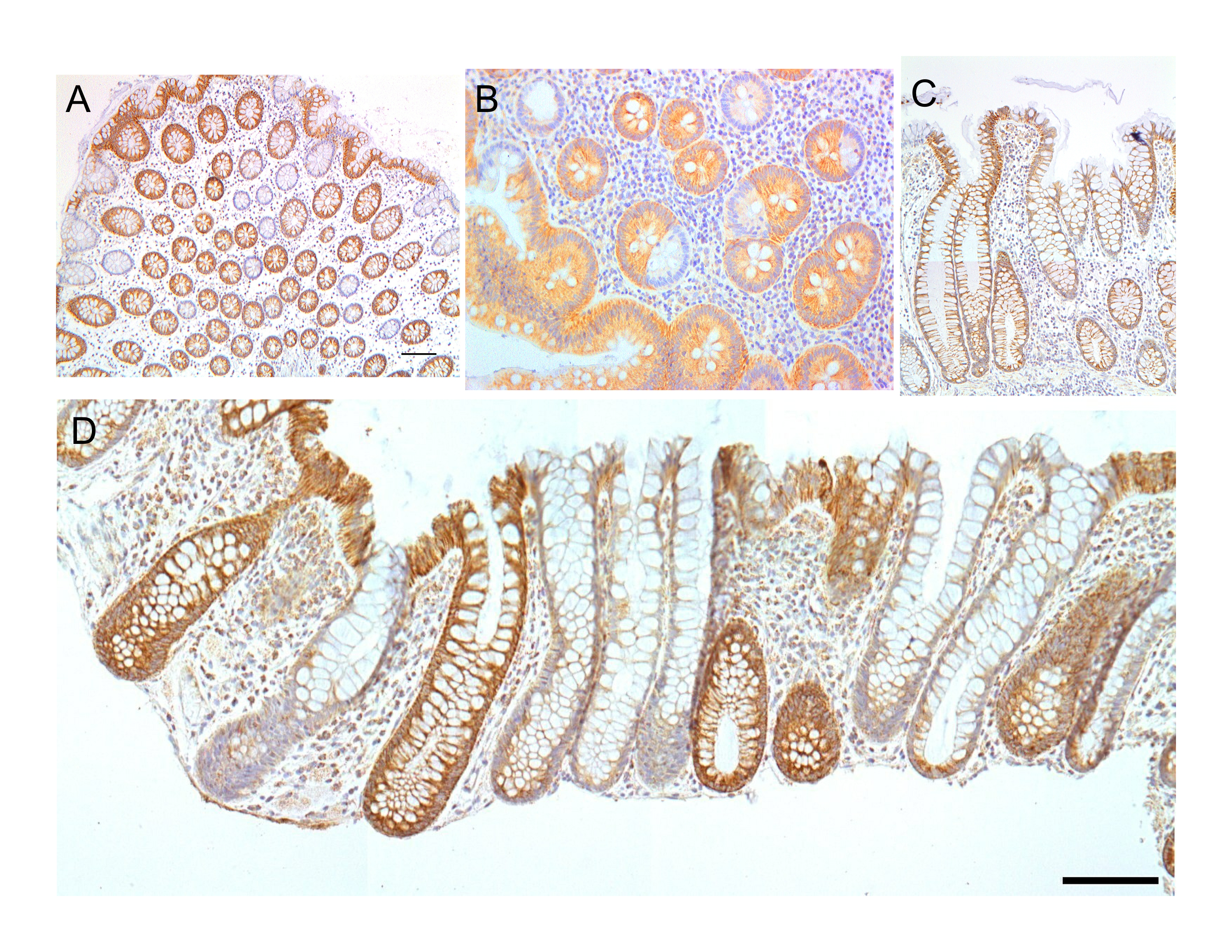
Festett bélmirigyek 4 szövetszakaszban. A sejtek barnás narancsszínt adnak, ha a sejtek termelik az MT-COI-t (más néven CCOI), a sejtmagjuk kékesszürkére van festve hematoxilinnel. Az A, B részek a mirigyek hosszanti tengelyén van elválasztva, a C és D részek ezekkel párhuzamosan. Az A részben a vonal 100 µm-nek felel meg, és lehetővé teszi a bélmirigyek gyakoriságának mutatását. A B rész 3 mirigy keresztmetszetét mutatja, mindegyikben 1 hiányos szakasszal és legalább 1 miriggyel, mely jobboldalt 2 miriggyé hasad. A C rész egy két miriggyé hasadó mirigyet mutat. A D rész 2 és 3 mirigyes fürtöket mutat (a vonal 50 µm-nek felel meg). Ezek eredeti fotomikrográfokból készültek, de az A, B és D részek egy cikkben is szerepeltek, az illusztrációk CC BY-NC licenccel voltak közölve.

Az MT-COI fehérje, más néven CCOI nagy mennyiségben található a humán vastagbél kriptáinak citoplazmájában. Azonban ez hamar csökken a bélkriptákban az idő előrehaladtával, és gyakran eltűnik bizonyos vastagbélrák-okozó hiánybetegségekben és a vastagbélrákok bizonyos részeiben.
A vastagbél epitél belső felszínében sok bemélyedés (vastagbélkripta) található. Ezek kis vastag falú csövek a hosszukon végig nyúló központi nyílással (lumen). A képen 4 szövetszakasz látható – 2 a hossztengely mentén vágva, 2 a hossztengelyre merőlegesen.
A legtöbb humán bélkripta a képen a barna-narancs festésű MT-COI-t expresszálja erősen. Azonban egyes kriptákban egy sejt se expresszál MT-COI-t, e sejtek nagyrészt fehérek, fő színük a külső falon lévő magok kék-szürke festése. Greaves et al. kimutatták, hogy az MT-COI-hiányt annak mutációi okozzák. A B részben 3 kripta őssejtjeinek egy része mutáns MT-COI-t tartalmaz, így az ezen őssejtekből létrejövő sejtek fehér szakaszt mutatnak a keresztmetszeti képen.
Emberben az MT-COI-hiányos bélkripták aránya 40 éves korig 1% alatt van, efelett lineárisan nő. Az MT-COI-hiányos bélkripták aránya 80–84 éves korban nőkben 18%, férfiakban 23%. Gyakran MT-COI-hiányos kriptákból álló nagy csoportokból alakulnak ki a vastagbéltumorok. Az ilyen rákokban akár a tumorsejtek 80%-a MT-COI-hiányos lehet.
As seen in panels C and D, crypts are about 75 to about 110 cells long. The average crypt circumference is 23 cells.  Based on these measurements, crypts have between 1725 and 2530  cells.  Another report gave a range of 1500 to 4900 cells per colonic crypt.
The occurrence of frequent crypts with almost complete loss of MT-COI in their 1700 to 5,000 cells suggests a process of natural selection.  However, it has also been shown that a deficiency throughout a particular crypt due to an initial mitochondrial DNA mutation may occasionally occur through a stochastic process.  Nevertheless, the frequent occurrence of MT-COI deficiency in many crypts within a colon epithelium indicates that absence of MT-COI likely provides a selective advantage.
Az MT-COI-t a mitokondrium kódolja. A legtöbb mitokondrium több (gyakran 2–6) példányban tartalmazza ezt. Ha az egyik másolat MT-COI génjében mutáció történik, ezek elválhatnak a mitokondriális haadás során, új mitokondriumokat létrehozva. Ez olyan mitokondriumokat okozhat, melyekben elsősorban vagy teljesen mutáns génváltozatok találhatók.
A mitochondrion with largely MT-COI-mutated chromosomes would need to have a positive selection bias in order to frequently become the main type of mitochondrion in a cell (a cell with MT-COI-deficient homoplasmy).  There are about 100 to 700 mitochondria per cell, depending on cell type.  Furthermore, there is fairly rapid turnover of mitochondria, so that a mitochondrion with MT-COI-mutated chromosomes and a positive selection bias could shortly become the major type of mitochondrion in a cell.  The average half-life of mitochondria in rats, depending on cell type, is between 9 and 24 days, and in mice is about 2 days. In humans it is likely that the half life of mitochondria is also a matter of days to weeks.
A stem cell at the base of a colonic crypt that was largely MT-COI-deficient may compete with the other 4 or 5 stem cells to take over the stem cell niche.  If this occurs, then the colonic crypt would be deficient in MT-COI in all 1700 to 5,000 cells, as is indicated for some crypts in panels A, B and D of the image.
Crypts of the colon can reproduce by fission, as seen in panel C, where a crypt is fissioning to form two crypts, and in panel B where at least one crypt appears to be fissioning.  Most crypts deficient in MT-COI are in clusters of crypts (clones of crypts) with two or more MT-COI-deficient crypts adjacent to each other (see panel D).  This illustrates that clones of deficient crypts often arise, and thus that there is likely a positive selective bias that has allowed them to spread in the human colonic epithelium.
It is not clear why a deficiency of MT-COI should have a positive selective bias.  One suggestion is that deficiency of MT-COI in a mitochondrion leads to lower reactive oxygen production (and less oxidative damage) and this provides a selective advantage in competition with other mitochondria within the same cell to generate homoplasmy for MT-COI-deficiency.  Another suggestion was that cells with a deficiency in cytochrome c oxidase are apoptosis resistant, and thus more likely to survive.  The linkage of MT-COI to apoptosis arises because active cytochrome c oxidase oxidizes cytochrome c, which then activates pro-caspase 9, leading to apoptosis.  These two factors may contribute to the frequent occurrence of MT-COI-deficient colonic crypts with age or during carcinogenesis in the human colon.

## Kölcsönhatások
A MITRAC-ban (citokróm c-oxidáz mitokondriális transzlációregulációs asszociációs intermedier) komplexben a kódolt fehérje a COA3 és az SMIM20/MITRAC7 fehérjékkel lép kölcsönhatásba. Az utóbbi stabilizálja az újonnan létrejött MT-CO1-et, és megakadályozza idő előtti bomlását. Továbbá a TMEM177-tel COX20-dependensen lép kölcsönhatásba.

## Fordítás
Ez a szócikk részben vagy egészben  a   Cytochrome c oxidase subunit I című angol Wikipédia-szócikk ezen változatának fordításán alapul.  Az eredeti cikk szerkesztőit annak laptörténete sorolja fel. Ez a jelzés csupán a megfogalmazás eredetét és a szerzői jogokat jelzi, nem szolgál a cikkben szereplő információk forrásmegjelöléseként.